# Piotr Chwalczewski

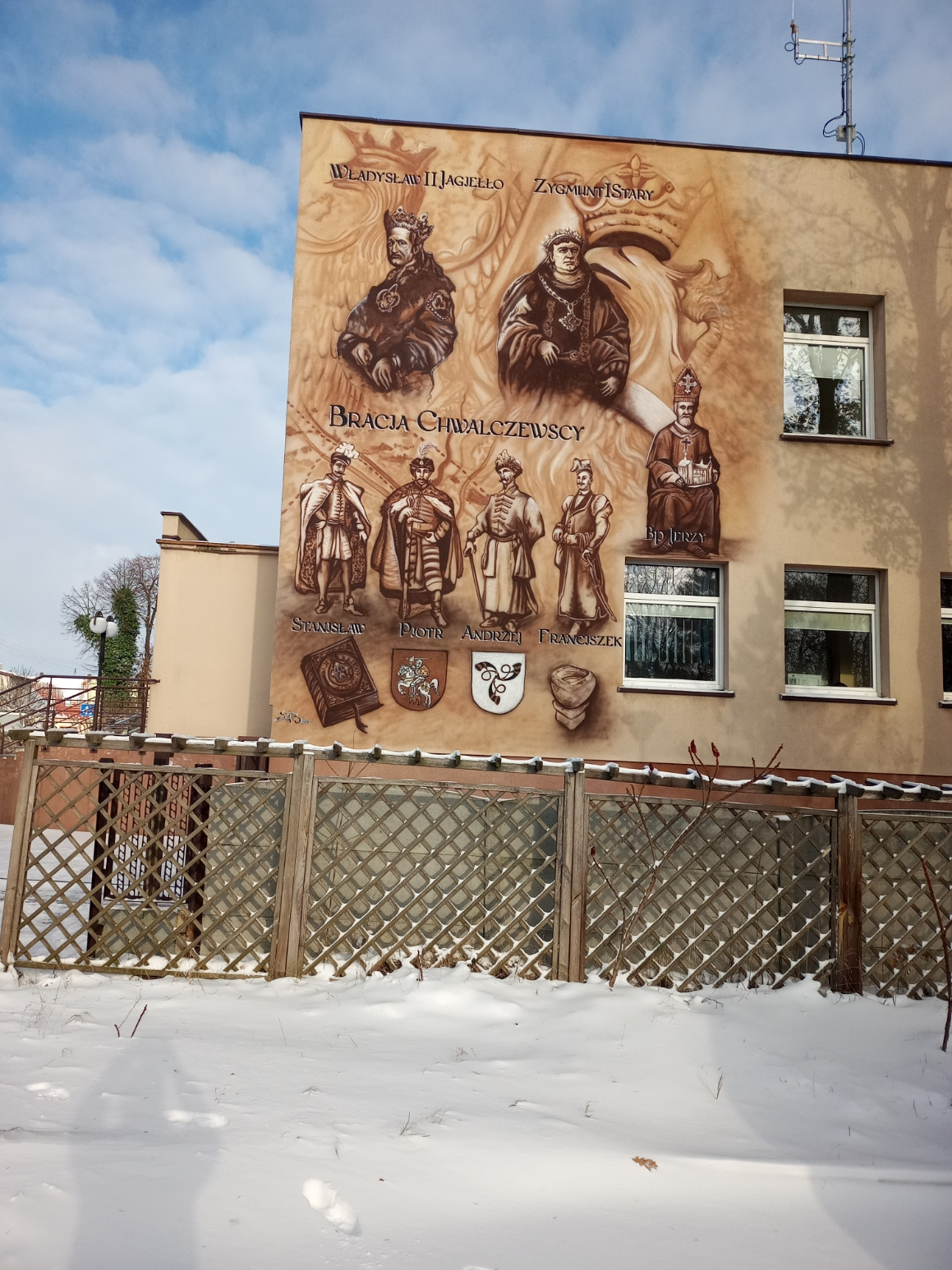
Mural w Raszkowie ukazujący Władysława Jagiełło, Zygmunta Starego i braci Chwalczewskich (Piotr jest drugi w dolnym rzędzie)

Piotr Chwalczewski (zm. 25 września 1568 r. w Raszkowie) – kasztelan biechowski.

## Życiorys
Brat Jerzego i Stanisława Chwalczewskich. Pochodził z Raszkowa w obecnym powiecie ostrowskim.
Od 1545 roku doradca do spraw ekonomicznych w kancelarii królowej Bony. Od 1553 roku starosta knyszyński, od 1554 starosta zabielski, od 1555 podkomorzy kaliski. W latach 1557–1558 opracowywano, pod jego kierunkiem i w oparciu o jego doświadczenia, reformę gospodarki rolnej w Wielkim Księstwie Litewskim (tzw. ustawa na wołoki, pomiar włóczny). Od 1566 kasztelan biechowski i senator.